# Numão (Vila Nova de Foz Coa)
Numão é uma povoação portuguesa sede da Freguesia de Numão do Município de Vila Nova de Foz Côa, freguesia com 22,87 km² de área e 210 habitantes (censo de 2021), tendo, por isso, uma densidade populacional de 9,2 hab./km².

## História
Numão é uma população muito antiga, provavelmente habitada por povos celtas antes da romanização.
Do período romano, subsistem vários monumentos, nomeadamente fontes, a ponte sobre a ribeira Teja, Inscrições, e as colunas do fórum romano situadas no castelo.
O castelo tem uma igreja românica, uma cisterna, e as muralhas com seis torres, que foram reconstruídas na época medieval e nos anos 50 do século passado.
Podem ainda ver-se numerosas sepulturas antropomórficas, dentro e fora do castelo.
Nos mapas medievais a população designa-se Nonian, obteve o primeiro foral ainda antes da independência de Portugal, e obteve novo foral na época Manuelina, foi vila até ao século XVIII.

## Demografia
A população registada nos censos foi:
| Distribuição da População por Grupos Etários | Distribuição da População por Grupos Etários | Distribuição da População por Grupos Etários | Distribuição da População por Grupos Etários | Distribuição da População por Grupos Etários |
| -------------------------------------------- | -------------------------------------------- | -------------------------------------------- | -------------------------------------------- | -------------------------------------------- |
| Ano                                          | 0-14 Anos                                    | 15-24 Anos                                   | 25-64 Anos                                   | > 65 Anos                                    |
| 2001                                         | 38                                           | 36                                           | 136                                          | 101                                          |
| 2011                                         | 26                                           | 22                                           | 110                                          | 82                                           |
| 2021                                         | 16                                           | 15                                           | 101                                          | 78                                           |

## Localidades
A freguesia é composta por duas aldeias:
- Arnozelo
- Numão

## Património
- Igreja de Numão
- Capela de Santa Eufémia
- Capela de Arnozelo
- Castelo de Numão
- Ponte sobre a ribeira de Teja